# Georges Moustaki
Georges Moustaki, pseudonimo di Giuseppe Mustacchi (Alessandria d'Egitto, 3 maggio 1934 – Nizza, 23 maggio 2013), è stato un paroliere e cantautore greco naturalizzato francese.
Noto in particolare per aver cantato il brano Le Métèque, tradotto anche in italiano con il titolo Lo straniero da Bruno Lauzi e in spagnolo con il titolo El Extranjero da Alfonso Alpin. Nella sua carriera ha occasionalmente utilizzato anche gli pseudonimi di Eddie Salem e Joseph Mustacchi.

## Biografia

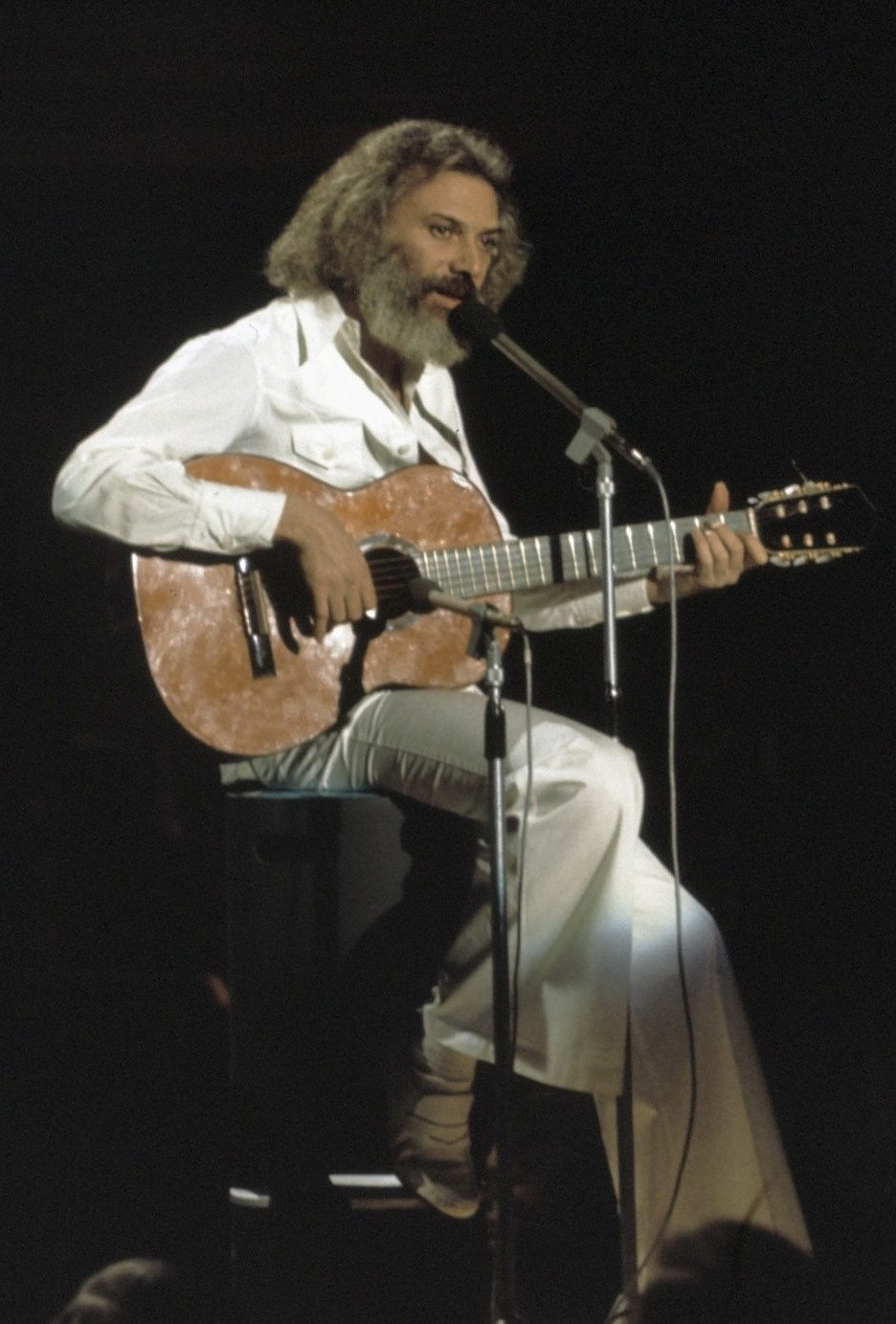
Georges Moustaki nel 1974 al Grand Gala du Disque Populaire

Proveniente da una famiglia ebrea di Corfù di origine italiana, nacque ad Alessandria d'Egitto, all'epoca un protettorato britannico, per via del trasferimento in tale città del suo nonno paterno, che lì praticava il mestiere di sarto. Moustaki crebbe parlando italiano in quanto in famiglia era presente una zia che poteva esprimersi solo in tale lingua; nonostante le origini di Corfù era digiuno di greco.
Grazie agli studi effettuati presso scuole francesi, iniziò ad interessarsi alla letteratura d'oltralpe e ad ascoltare le canzoni di Charles Trenet e di Édith Piaf. Nel 1951 si stabilì a Parigi, lavorando come giornalista, cameriere e pianista di piano bar. L'occasione della sua vita arrivò nel 1958, quando il chitarrista Henri Crolla gli presentò Edith Piaf, per la quale Moustaki scriverà diverse canzoni, tra cui la celebre Milord (1959), musicata da Marguerite Monnot e in seguito interpretata anche da Dalida (in italiano e in tedesco), come pure da Milva (in italiano). Realizzò brani anche per Yves Montand, Colette Renard e Barbara.
Divenne famoso in Francia e anche in Italia per aver interpretato la canzone Le Métèque. Il brano, forte di 500 000 copie vendute in Francia, tradotto da Bruno Lauzi e intitolato Lo straniero, fu portato al successo da Moustaki stesso, raggiungendo il primo posto nelle classifiche italiane di vendita nell'ottobre del 1969 per nove settimane e risultando, a fine anno, il singolo più venduto in Italia. La canzone trae origine da un episodio: Moustaki volle rispondere in musica a una signora la quale durante le loro conversazioni, ogni volta che il suo parere differiva da quello del cantautore, gli si rivolgeva dicendogli «tais-toi, tu es un métèque» (lett. "taci tu, che sei uno straniero"), dove métèque - dal greco métoikos (propriamente lo straniero di condizione libera stabilmente residente in una polis, ma privo di diritti politici) - in francese indica spregiativamente l'immigrato dall'area del Mediterraneo.
Georges Moustaki prese parte anche agli sketch della rubrica pubblicitaria televisiva italiana Carosello: nella serie 1970 e 1971 pubblicizzò il brandy SIS Cavallino Rosso della SIS con Clay Regazzoni, Carla Fracci, Adriano Panatta, Senta Berger, Ottavia Piccolo e Giacomo Agostini.
Moustaki è ricordato anche per la Marche de Sacco et Vanzetti, cover di Here's to You - celebre tema scritto da Ennio Morricone e Joan Baez, e cantato da quest'ultima, per la colonna sonora del film Sacco e Vanzetti - e per Il rischio, sigla di coda del fortunato quiz televisivo Rischiatutto. Interpretò il ruolo dell'Abate Faria ne Il Conte di Montecristo, sceneggiato televisivo del 1998.
Da tempo sofferente di problemi respiratori, morì a Nizza il 23 maggio 2013 all'età di 79 anni ed è sepolto a Parigi nel cimitero di Père-Lachaise a pochi passi da Édith Piaf.

## Vita privata
Dal matrimonio con Annick Cosannec ebbe una figlia, Pia, nata nel 1954. Da sempre era impegnato ideologicamente nell'estrema sinistra.

## Filmografia

### Attore

#### Cinema
- C'est ben beau l'amour, regia di Marc Daigle (1971)
- Mendiants et Orgueilleux, regia di Jacques Poitrenaud (1972)
- Yoroppa tokkyu, regia di Yutaka Ohara (1984)
- Alla rivoluzione sulla due cavalli, regia di Maurizio Sciarra (2001)

#### Televisione
- Un âge d'or, regia di Fernand Marzelle - film TV (1970)
- Livingstone, regia di Jean Chapot - film TV (1981)
- Le gabbianelle (Les mouettes), regia di Jean Chapot - film TV (1991)
- Il conte di Montecristo, regia di Josée Dayan - miniserie TV, 4 episodi (1998) - Abate Faria
- Commissario Navarro (Navarro) - serie TV, episodio 18x02 (2006)

## Discografia parziale

### Album in studio
- 1961 - Georges Moustaki
- 1969 - Georges Moustaki
- 1970 - Georges Moustaki in italiano
- 1971 - Il y avait un jardin
- 1971 - Georges Moustaki
- 1972 - Moustaki
- 1972 - En Castellano
- 1973 - Moustaki (Déclaration)
- 1974 - Moustaki
- 1975 - Moustaki
- 1977 - Georges Moustaki
- 1979 - Moustaki
- 1979 - Georges Moustaki
- 1981 - Moustaki
- 1982 - Moustaki & Flairck (con i Flairck)
- 1986 - Moustaki
- 1988 - Au Dejazet
- 1992 - Méditerranée
- 1996 - Tout reste à dire
- 2003 - Moustaki
- 2004 - Alexandrie: initiation au voyage
- 2005 - Vagabond
- 2008 - Solitaire

### Album dal vivo
- 1970 - Bobino 70
- 1973 - Concert
- 1974 - Live in Japan
- 1978 - Olympia
- 2000 - Olympia 2000
- 2003 - Presqu'en solo - Live a la Philharmonie de Berlin

### Singoli
- 1969 - Le Métèque
- 1969 - Lo straniero/Giuseppe
- 1970 - Il rischio/È troppo tardi

## Libri
- (FR) Les Filles de la mémoire, Parigi, Éditions Calmann-Lévy, 1989, ISBN 2-7021-1770-8.
- (FR) En ballades, St-Cyr-sur-Loire, Éditions Christian Pirot, 1996, ISBN 978-2-86808-103-2.
- (FR) Petite rue des Bouchers, Parigi, Éditions de Fallois, 2001, ISBN 978-2-87706-402-6.
- (FR) Un chat d'Alexandrie, intervista con Marc Legras, Parigi, Éditions de Fallois, 2002, ISBN 2-87706-434-4.
- (FR) Moustaki. Chaque instant est toute une vie..., con Marc Legras, Asnières-sur-Seine, Éditions du Marque-pages, 2005.
- (FR) Sept contes du pays d'en face, Arles, Actes Sud, 2006, ISBN 978-2-7427-6014-5.
- (FR) La Sagesse du faiseur de chanson, Parigi, Jean-Claude Béhar Éditions, 2011, ISBN 978-2-915543-35-3.
- (FR) Petit abécédaire d'un amoureux de la chanson, Parigi, L'Archipel, 2012, ISBN 978-2-8098-0886-5.
- (FR) Éphémère éternité, Parigi, Le Cherche-Midi, 2013, ISBN 978-2-7491-2640-1.

## Omaggi
- Nel 2010 è stato istituito da Thierry Cadet e Matthias Vincenot il Prix Georges Moustaki per gli album autoprodotti o indipendenti. Vincitori sono stati Melissmell nel 2011, Vendeurs d'Enclumes nel 2012, Askehoug nel 2013, Robi nel 2014, Liz Van Deuq nel 2015, Eskelina nel 2016, Léopoldine HH nel 2017, Gatica nel 2018 e SiAu nel 2019.

## Doppiatori italiani
Nelle versioni in italiano delle opere in cui ha recitato, Georges Moustaki è stato doppiato da: 
- Dante Biagioni ne Il conte di Montecristo[7][8]